# Sybille Reinhardt
Sybille Reinhardt (Pirna, 20 oktober 1957) is een voormalig Oost-Duits roeister.
Reinhardt werd in 1977 en 1979 wereldkampioen in de dubbel-vier-met-stuurvrouw. Reinhardt sloot haar internationale carrière af met een gouden medaille tijdens de Olympische Zomerspelen 1980.

## Resultaten

### Olympische Zomerspelen
| Jaar | Plaats | Resultaten                       |
| ---- | ------ | -------------------------------- |
| 1980 | Moskou | in de dubbel-vier-met-stuurvrouw |

### Wereldkampioenschappen roeien
| Jaar | Plaats    | Resultaten                       |
| ---- | --------- | -------------------------------- |
| 1977 | Amsterdam | in de dubbel-vier-met-stuurvrouw |
| 1978 | Cambridge | 6e in de dubbel-twee             |
| 1979 | Bled      | in de dubbel-vier-met-stuurvrouw |

1976: Anke Borchmann & Jutta Lau & Viola Poley & Roswietha Zobelt & Liane Weigelt ·
1980: Sybille Reinhardt & Jutta Ploch & Jutta Lau & Roswietha Zobelt & Liane Buhr·
1984: Maricica Țăran & Anișoara Sorohan & Ioana Badea & Sofia Corban & Ecaterina Oancia
- Gemeinsame Normdatei: 135757932
- Virtual International Authority File: 315525411
- WorldCat: E39PBJhhqrrMrvgFxyXFGxTJXd